# ناحیه فیض البطمه
ناحیه فیض البطمه (به عربی: دائرة فیض البطمة) یک ناحیه در الجزایر است که در استان جلفه واقع شده‌است.